# Finn de Frisia
Finn fue un caudillo legendario de Frisia, hijo del caudillo Folcwald y vivió en la Era de Vendel (siglo V). Finn aparece en diversas fuentes medievales como Widsith, Beowulf, y el Fragmento de Finnsburg. También aparece un personaje llamado Finn en Historia Brittonum.
Casó con Hildeburh, una hermana del vikingo Hnæf de Dinamarca, y murió en el campo de batalla luchando contra el lugarteniente de Hnæf, llamado Hengest, tras la muerte del caudillo danés en mano de los frisones.
En el poema épico Beowulf se puede leer:
"Finn, hijo de Folcwald,
honraría a los daneses,..."
Una posible referencia a Finn aparece en Skáldskaparmál de Snorri Sturluson. Snorri cita la enemistad entre Eadgils y Onela (que también se refleja en Beowulf), y escribe que Aðils (Eadgils) estaba en guerra contra el rey de Noruega Áli (Onela). Áli murió en el campo de batalla, y Aðils tomó el yelmo del derrotado llamado jabalí de batalla y su caballo llamado Raven. Los berserkers daneses que ayudaron a la Victoria de Eadgils, reclamaron tres libras de oro por cabeza como pago y dos piezas de la armadura que nada podía cortar: el yelmo y la cota de malla «herencia de Finn», así como el anillo llamado Svíagris. Aðils consideró el pago desorbitado y se negó.
Según el poema Völundarkviða, los tres hermanos Slagfiðr, Agilaz y Völundr eran hijos de Finn.